# Virginia Slims Invitational of New York 1971
Virginia Slims Invitational of New York 1971 — жіночий тенісний турнір, що відбувся в Нью-Йорку (США). Належав до Серії Вірджинії Слімс 1971 і тривав з 24 березня до 27 березня 1971 року.

## Фінальна частина

### Одиночний розряд
Розмарі Казалс —  Біллі Джин Кінг 6–4, 6–4